# Ligue vénézuélienne de baseball professionnel 2009-2010
Navigation
2008-2009 2010-2011
Le Ligue vénézuélienne de baseball professionnel 2009-2010 est la 62e édition de cette compétition rassemblant l'élite des clubs vénézuéliens de baseball.
La couverture télévisée de cette édition est assurée par Meridiano Televisión, Venevisión, ESPN 2 et DirecTV Sports Venezuela.
Le coup d'envoi de la saison est donné le 9 octobre 2009.

## Clubs
- Caribes de Anzoátegui
- Tiburones de La Guaira
- Cardenales de Lara
- Tigres de Aragua
- Águilas del Zulia
- Navegantes del Magallanes
- Leones del Caracas
- Bravos de Margarita

## Saison régulière
|                           | V  | D  | %    | GB |
| Navegantes del Magallanes | 41 | 22 | .656 | -- |
| Leones del Caracas        | 41 | 22 | .656 | -- |
| Tiburones de La Guaira    | 32 | 31 | .508 | 9  |
| Bravos de Margarita       | 30 | 33 | .475 | 11 |
| Águilas del Zulia         | 29 | 34 | .459 | 12 |
| Cardenales de Lara        | 29 | 34 | .459 | 12 |
| Tigres de Aragua          | 28 | 35 | .443 | 13 |
| Caribes de Anzoátegui     | 22 | 41 | .349 | 19 |

|  | Qualifiés en séries demi-finales |
|  | Match de barrage                 |
|  | Éliminés                         |

Le match de barrage opposant Águilas del Zulia et Cardenales de Lara pour le cinquième et dernier ticket en séries demi-finales a lieu le 26 décembre. Águilas del Zulia s'impose 3-2.

## Séries demi-finales
Les séries demi-finales se tiennent du 28 décembre au 19 janvier.
|                           | V  | D  | %    | GB |
| Navegantes del Magallanes | 11 | 5  | .688 | -  |
| Leones del Caracas        | 10 | 6  | .625 | 1  |
| Águilas del Zulia         | 7  | 9  | .438 | 4  |
| Tiburones de La Guaira    | 7  | 9  | .438 | 4  |
| Bravos de Margarita       | 5  | 11 | .313 | 6  |

## Série finale
La série finale est programmée du 21 au 29 janvier 2010. Elle oppose les Navegantes del Magallanes aux Leones del Caracas.
| Match | Date       | Score                   | Bilan (MAG–CAR) | Lieu                                      |
| 1     | 21 janvier | Leones 0 Navegantes 9   | 1-0             | Estadio José Bernardo Pérez, Valencia     |
| 2     | 22 janvier | Leones 10 Navegantes 12 | 2-0             | Estadio José Bernardo Pérez, Valencia     |
| 3     | 24 janvier | Navegantes 3 Leones 5   | 2-1             | Estadio Universitario de Caracas, Caracas |
| 4     | 25 janvier | Navegantes 7 Leones 10  | 2-2             | Estadio Universitario de Caracas, Caracas |
| 5     | 26 janvier | Navegantes 3 Leones 0   | 3-2             | Estadio Universitario de Caracas, Caracas |
| 6     | 28 janvier | Leones 6 Navegantes 3   | 3-3             | Estadio José Bernardo Pérez, Valencia     |
| 7     | 29 janvier | Leones 7, Navegantes 2  | 3-4             | Estadio José Bernardo Pérez, Valencia     |